# Travnik
Travnik je ekosistem, v katerem med rastlinskimi vrstami prevladujejo trave in zelišča. Tam se zadržujejo tudi mnoge žuželke.  Zanj je značilna izredna velika vrstna pestrost rastlinskih vrst. Travniki, na katerih se je ohranila sonaravna raba (paša, košnja), imajo največjo ekološko vrednost, predvsem zato, ker je to prostor, ki ga je spreminjal človek, a je kljub temu bogat z raznimi rastlinskimi vrstami (npr. orhideje rastejo le na negnojenih travnikih). V primeru travnikov lahko vidimo, da se človekovo delovanje in visoka stopnja biotske raznovrstnost vedno ne izključujeta.
Nujen pogoj za vzdrževanje nižinskega travnika je redna košnja, ki jo izvajajo enkrat, dvakrat, ali pa tudi večkrat letno. Če na travniku občasno zastaja voda, se vrstna sestava travniške združbe spremeni. Na travniku pa so tudi rože. Na travnikih kmetje pridelujejo krmo za živino, kar pomeni, da nas travniki posredno oskrbujejo z mesom, mlekom, volno in usnjem. Gosta travna ruša preprečuje erozijo. 
Tudi travniki zadržujejo padavinsko vodo in vzdržujejo kvalitetno prst.
Travniki so naravna genetska banka, so vir zdravilnih rastlin, sodelujejo pri kroženju vode, preprečujejo erozijo, predstavljajo življenjski prostor rastlin in živali tudi talnih živali.  